# Zale albosquamulata
Zale albosquamulata är en fjärilsart som beskrevs av Embrik Strand 1917. Zale albosquamulata ingår i släktet Zale och familjen nattflyn. Inga underarter finns listade i Catalogue of Life.